# Xyris foliolata
Xyris foliolata är en gräsväxtart som beskrevs av L.A.Nilsson. Xyris foliolata ingår i släktet Xyris och familjen Xyridaceae. Inga underarter finns listade i Catalogue of Life.